# Stefan Shy
Стефан Маљковић (Београд, 31. мај 2002), познатији као Stefan Shy, српски је певач.

## Биографија
Маљковић је рођен у музичкој породици, мајка и сестре се баве певањем, а отац свира гитару, Стефан почиње да свира гитару почетком 2020. године. Као узоре наводи уметнике, као што су Тоше Проески и Оливер Драгојевић.
У лето 2022. године, појављује се као пратња на београдској турнеји Марка Луиса, управо се са песмом Ћутаћу Марка Луиса представио у такмичењу IDJ Show.

### IDJ Show
Године 2022. Стефан се пријављује за IDJ Show и улази у топ 12 такмичара чиме стиче право да сними своју прву песму и званични видео за Ај-Ди-Џеј продукцију. Његова прва песма зове се Емоције, а песму су радили Иван Обрадовић и Ђорђе Ђорђевић. На такмичењу заузима 3. место, након Амне и Махрине. Ментор му је био Реља Поповић, са којим је исте године на фестивалу Music Week отпевао песму Туга из Поршеа.  Неки од извођача који су подржали Стефана током такмичења били су Раста, Едита, Марија Микић, подршка је стигла и од кошаркаша Богдана Богдановића.

### Песма за Евровизију
Године 2023. објављено је да се Стефан налази на списку такмичара који ће се такмичити да представљају Србије на Песми Евровизије 2023. године у Ливерпулу. Аутори песме Од јастука до јастука су Славко Миловановић и Ана Секулић.

## Дискографија

### Синглови
- Емоције (2022)
- Од јастука до јастука (2023)
- Мир (2024)

### Гостовање
- Луксуз (Wajz) (2024)

### Обраде
- Ћутаћу (2022)
- Нина x Офлајн x Цвеће цафнало (2022)
- Два авиона са Натали Балмикс (2022)
- Животиње са Љупком Арсовском (2022)
- Адио аморе (2022)
- Немир са Барбаром Поповић (2023)

## Награде и номинације
| Година | Награда                 | Категорија       | Рад                   | Исход      | Реф.          |
| ------ | ----------------------- | ---------------- | --------------------- | ---------- | ------------- |
| 2023.  |                         | Урбан поп нумера | Емоције               | Номинација | [ 13 ]        |
| 2023.  | Песма за Евровизију ’23 |                  | Од јастука до јастука | 6. место   | [ 14 ] [ 15 ] |